# Fossacesia
Fossacesia ist eine italienische Gemeinde (comune) mit 6227 (Stand 31. Dezember 2023)  Einwohnern in der Provinz Chieti, Region Abruzzen.
Die Nachbargemeinden sind Lanciano, Mozzagrogna, Paglieta, Rocca San Giovanni, Santa Maria Imbaro und Torino di Sangro.

## Abtei San Giovanni in Venere

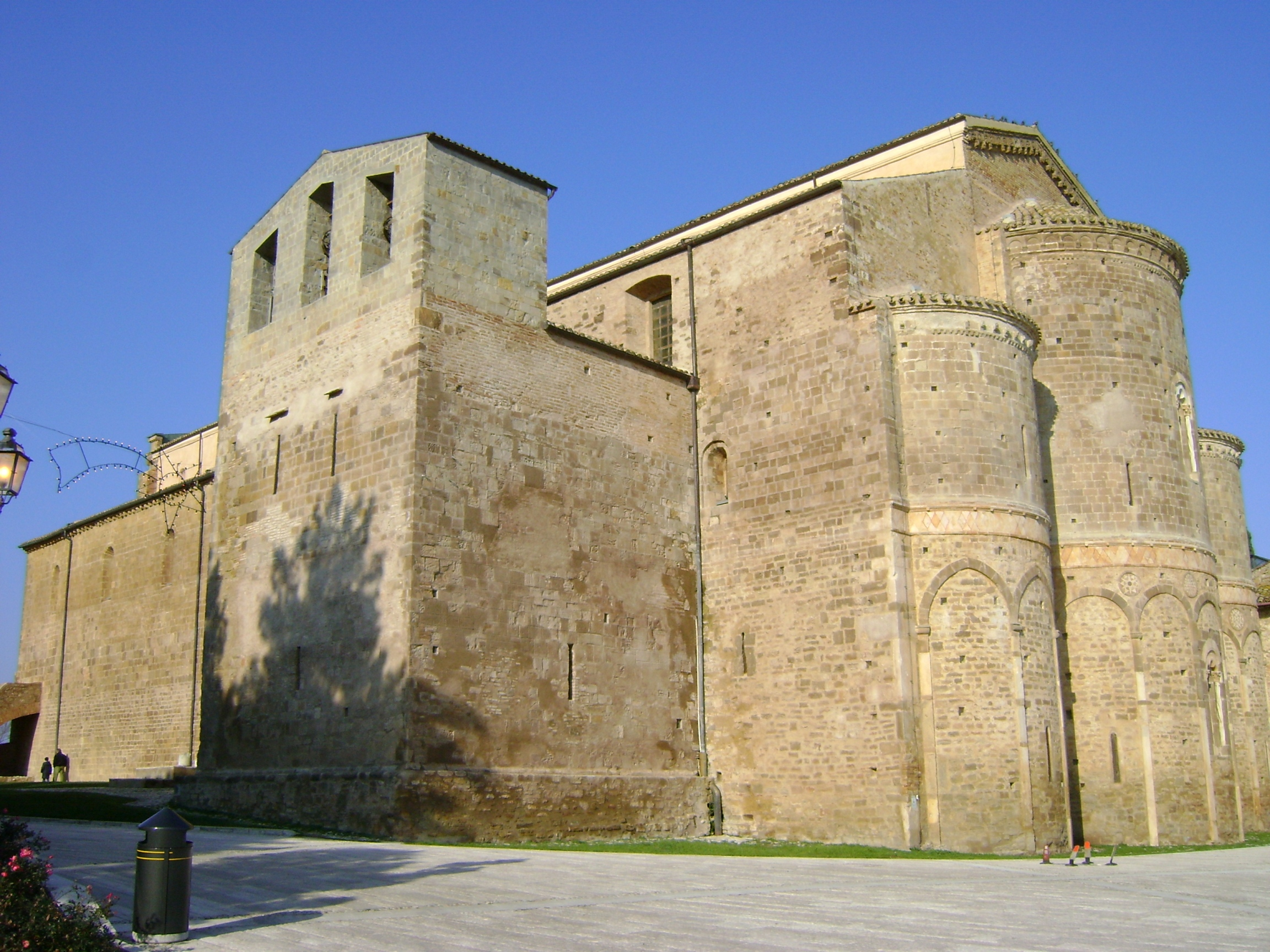
San Giovanni in Venere

Auf dem Gebiet der Gemeinde in direkter Küstennähe auf einer Bergspitze liegt die Abbazia di San Giovanni in Venere. Die Bauplanung begann 1165, die Ausführung aber erst nach 1200. Es gab hier als Vorgängerbau einen Tempel der Venus Conciliatrix, der der späteren romanischen Benediktineranlage ihren Namen gab.
Der Kreuzgang in den Maßen 42 × 43,5 m wurde in den Jahren 1932 bis 1935 in der ursprünglichen Form wiederhergestellt. 1936 erklärten sich Mönche vom Orden der Passionisten bereit, die Kirche zu übernehmen, aber nach langwierigen Verhandlungen kam es erst 1954 zum Vertragsabschluss. Seither haben die Passionisten die Anlage mühevoll instand gesetzt. Heute leben hier noch sechs Mönche.
Die Fassade verzichtet bis auf ein Gesims und Blendarkaden auf jeglichen Schmuck. Dafür ist das Portal das am reichsten dekorierte der Zeit in den gesamten Abruzzen. Das Gewände aus drei abgestuften Pilastern und einer davorgestellten Säule ist schlicht, ebenso die Bögen der Archivolte. Die Lünettenfiguren haben sich nur noch fragmentarisch erhalten (thronender Christus zwischen Maria und Johannes dem Täufer).
Die Reliefplatten stammen aus den Jahren 1225 bis 1230. Sie zeigen Szenen aus dem Leben des Täufers – ohne chronologischen Zusammenhang.
- Links: oben Schmuckrelief mit zwei trinkenden Pfauen, darunter Johannes und zwei Juden, denen er auf einer Schriftrolle erklärt: Ich bin die Stimme in der Wüste; daneben vermutlich die Verbildlichung dieses Wortes. Darunter in drei Abschnitten die Verkündigung Mariae, ihre Begegnung mit Elisabeth und eine nicht identifizierbare Gestalt; schließlich ein kniender Mensch zwischen zwei Greifen.
- Rechts: Beschneidung von Johannes, links schreibt sein Vater Zacharias den Namen des Sohnes auf eine Tafel; darunter die Verkündigung der Geburt des Johannes an (den ungläubigen) Zacharias; ganz unten schließlich Daniel in der Löwengrube.

Links vom Portal: eingelassenes Grabmal des 1204 verstorbenen Abtes Odorisius II., aufwendig abgetreppt, ehemals mosaikbesetzte Rahmung.

## Weinbau
In der Gemeinde werden Reben der Sorte Montepulciano für den DOC-Wein Montepulciano d’Abruzzo angebaut.

## Verkehr
Die Bahnstrecke Ancona–Lecce hat einen Bahnhof in der Gemeinde.

## Persönlichkeiten
- Alessandro Fantini (1932–1961), Radrennfahrer
- Giulio Mencuccini (* 1946), römisch-katholischer Ordensgeistlicher, Bischof von Sanggau in Indonesien